# Сарыч (мыс)
Са́рыч (укр. Сарич, крымскотат. Sarıç, Сарыч) — мыс на южном берегу Крыма, одна из самых южных точек Крымского полуострова (другая — мыс Николая). Вдаётся в Чёрное море.
Наиболее распространено мнение, что мыс получил название Сарыч («золототканый») по цвету близлежащих холмов.
При среднегодовом количестве осадков менее 400 мм в год мыс Сарыч, наряду с мысом Ай-Тодор, является одним из самых сухих и самых тёплых мест южного берега Крыма.
В 5 км от мыса Сарыч находится посёлок Форос, расстояние до центра Севастополя — 30 км, до Ялты — около 40.
Расстояние от мыса Сарыч до мыса Керемпе на Анатолийском побережье Турции составляет 142 морские мили (≈263 км).

## История

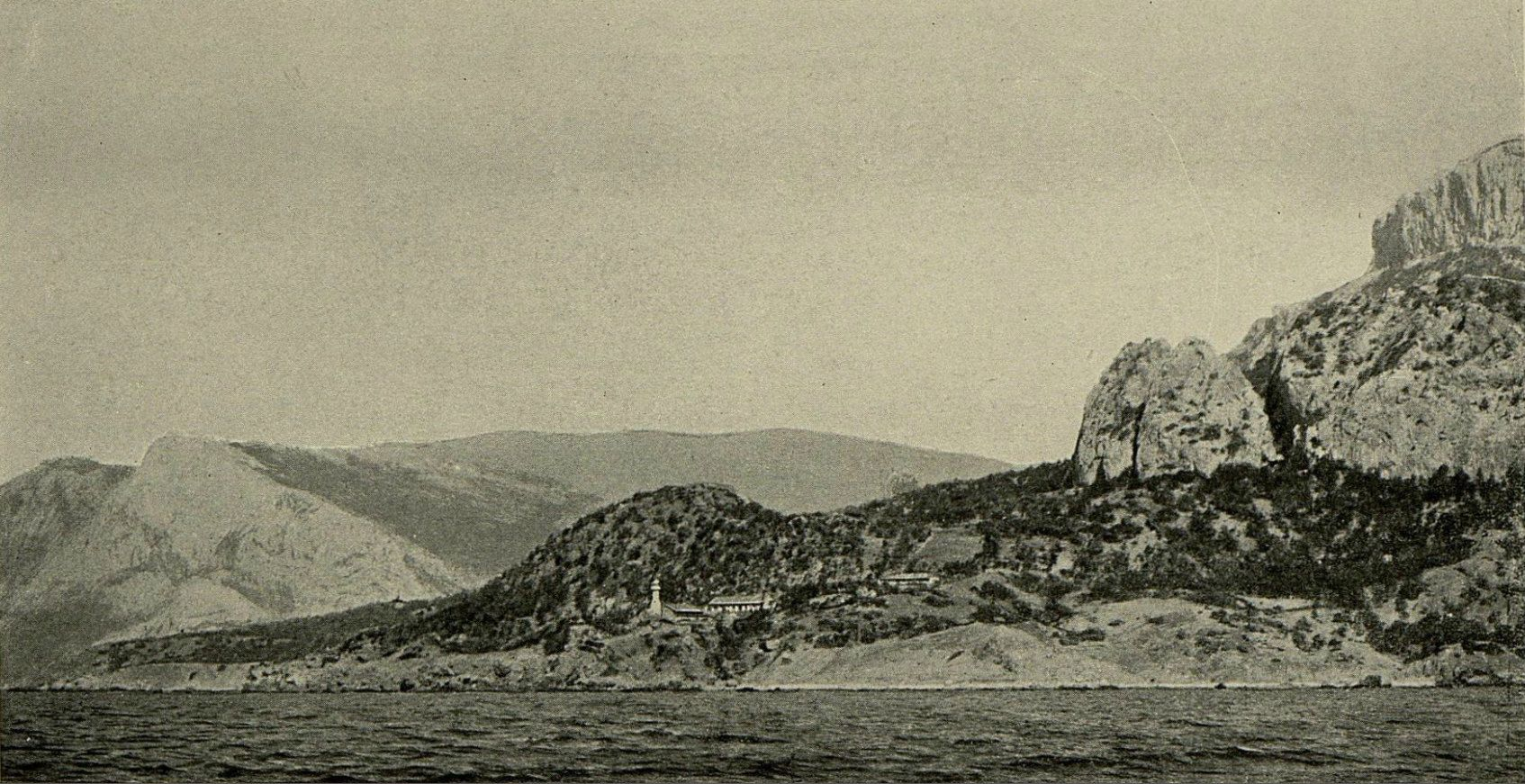
Мыс и маяк Сарыч на NW 34° в расстоянии 0.5 мили. С. Яковлев, Лоция Черного и Азовского морей. СПб., 1903

В 1898 году на мысе на выкупленном военно-морским ведомством у Н. Прикот земельном участке установлен маяк.
В начале Первой мировой войны у мыса Сарыч состоялся бой между Российской черноморской эскадрой и немецко-турецкими крейсерами «Гебен» и «Бреслау».
27 июля 1941 года в районе мыса Сарыч пароход «Ленин» подорвался на советском минном поле и через несколько минут затонул. Шлюпки с «Ворошилова» спасли 208 человек, «Грузия» и сторожевой катер спасли около 300 человек. Число погибших неизвестно, приблизительно оценивается в 2500 человек. 12 августа 1941 года Военный трибунал Черноморского флота приговорил лоцмана «Ленина» лейтенанта И. И. Свистуна к высшей мере наказания — расстрелу, а старшего лейтенанта И. А. Штепенко к 8 годам тюремного заключения с отбытием наказания после войны. Место гибели «Ленина» и его положение на дне определены экспедицией Института археологии НАН Украины и американского исследователя Роберта Балларда  на исследовательском  судне Endeavor в ходе поисков парохода «Армения».
На мысе растет старейший можжевельник Европы, возрастом более 2000 лет. Дерево не имеет охранного статуса. Дерево растет в древнем реликтовом можжевеловом лесу, в окружении своих сородичей возрастом в 1000 и 1500 лет. Севастопольские общественники обратились в Администрацию президента с просьбой защитить реликтовый лес и создать экологическую тропу.